# Skabernäs
Skabernäs HB är ett av Sveriges största jordbruksföretag. Det grundades 2006 av Skabersjö Gods AB och Näsbyholms Fideikommiss AB. Företagets VD från starten till 2017 var Martin Rosenmejer.